# Craniophora taipaishana
Craniophora taipaishana là một loài bướm đêm trong họ Noctuidae.